# Pskov
Pskov (Russisch: Псков, vroeger ook Pleskov of Pleskau) is een middelgrote stad in West-Rusland aan de grens met Estland met omstreeks 200.000 inwoners. De stad ligt aan de rivier de Velikaja, ongeveer 300 kilometer ten zuidwesten van Sint-Petersburg. Pskov is niet alleen de naam van de stad, maar ook van de regio (oblast Pskov) waarvan de stad het bestuurlijk centrum vormt, van een van de rivieren in deze regio en van het nabijgelegen Meer van Pskov.

## Historie
Pskov is een van de oudste steden van Rusland en een Hanzestad. Pskov wordt voor het eerst in het jaar 903 in een officieel document genoemd. Het stadsbeeld wordt beheerst door het Kremlin met de Drievuldigheidskathedraal. Al in de middeleeuwen vormde de stad een belangrijk centrum van handel en religie; er ontwikkelde zich een belangrijke stroming binnen de icoonschilderkunst.
Tijdens de Tweede Wereldoorlog was de stad bezet van 9 juli 1941 tot 23 juli 1944. De tol was hoog. Slechts 6% van de huishoudens van de stad was gespaard gebleven nadat de stad was bevrijd. De stad kreeg op 23 augustus 1944 het bestuur over de nieuwe oblast Pskov.
In 2003 werd het 1100-jarig bestaan van de stad gevierd. Pskov was ook de stad waar de laatste tsaar Nicolaas II zich bevond op het moment dat hij troonsafstand deed. Pskov heeft sinds de ineenstorting van het communisme veel moeite gehad zich aan te passen aan de markteconomie.

## Bezienswaardigheden
Pskov bezit twee oude kloosters: het Mirozjskiklooster daterend uit het midden van de 12e eeuw, en het Snetogorskiklooster uit de 13e eeuw. Daarnaast bevinden zich in de stad nog een aantal kerken en kapellen die het Stalin-tijdperk goed zijn doorgekomen.

Centraal in de stad bevindt zich het Kremlin van Pskov met de Drievuldigheidskathedraal. Sinds 2019 staan de kerken van de architectuurschool van Pskov op de Unesco-Werelderfgoedlijst.

## Partnersteden
- Arles (Frankrijk)
- Gera (Duitsland)
- Kuopio (Finland)
- Neuss (Duitsland)
- Nijmegen (Nederland)
- Tartu (Estland)
- Białystok (Polen)
- Boston (Verenigde Staten)

Pskov onderhoudt sinds 1988 een stedenband met Nijmegen. Oorspronkelijk had deze stedenband als doel het afbreken van het vijanddenken tussen Oost en West, maar tegenwoordig ligt de nadruk meer op projectsteun, naast de vele uitwisselingscontacten op het gebied van geloof, cultuur, sport en educatie.
De Internationale Bouworde organiseert jaarlijks een aantal vrijwilligersprojecten in Pskov. Hierbij werken Nederlandse, Belgische, Duitse en Russische vrijwilligers samen aan het opknappen van een school, ziekenhuis of ander gebouw met een maatschappelijke functie. Sinds 2002 werkt ook de Haagse Hogeschool samen met de gemeente Pskov.

## Bekende inwoners van Pskov

### Geboren
- Olga van Kiev (ca. 915-969), grootvorstin van het Kievse Rijk
- Veniamin Kaverin (1906-1989), schrijver
- Oksana Fjodorova (1977), model, presentatrice en actrice

### Overleden
- Michail Minin (1922-2008), eerste soldaat die de Sovjetvlag op de Reichstag hees tijdens de Slag om Berlijn

## Afbeeldingen

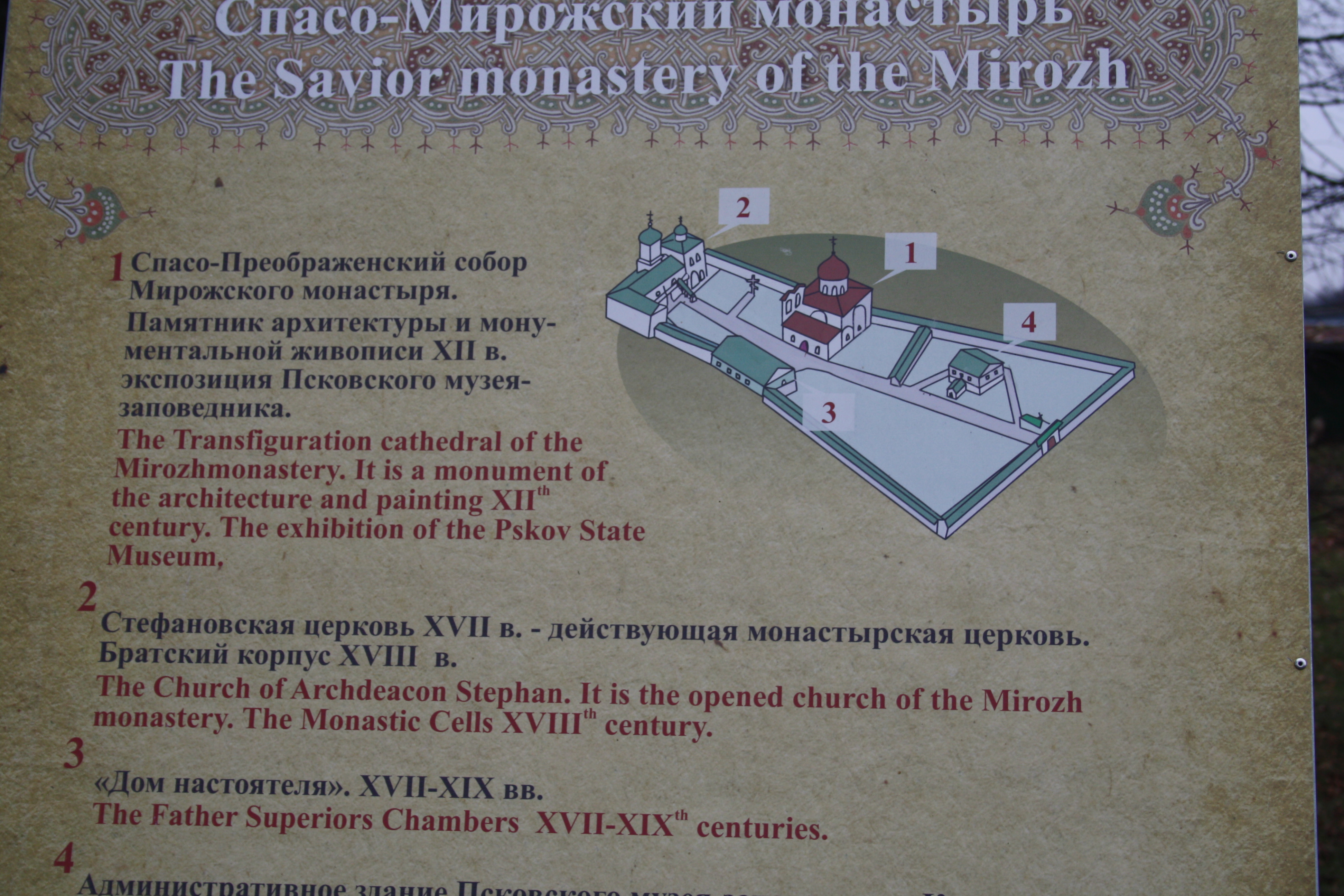
Informatiebord Mirozjski klooster
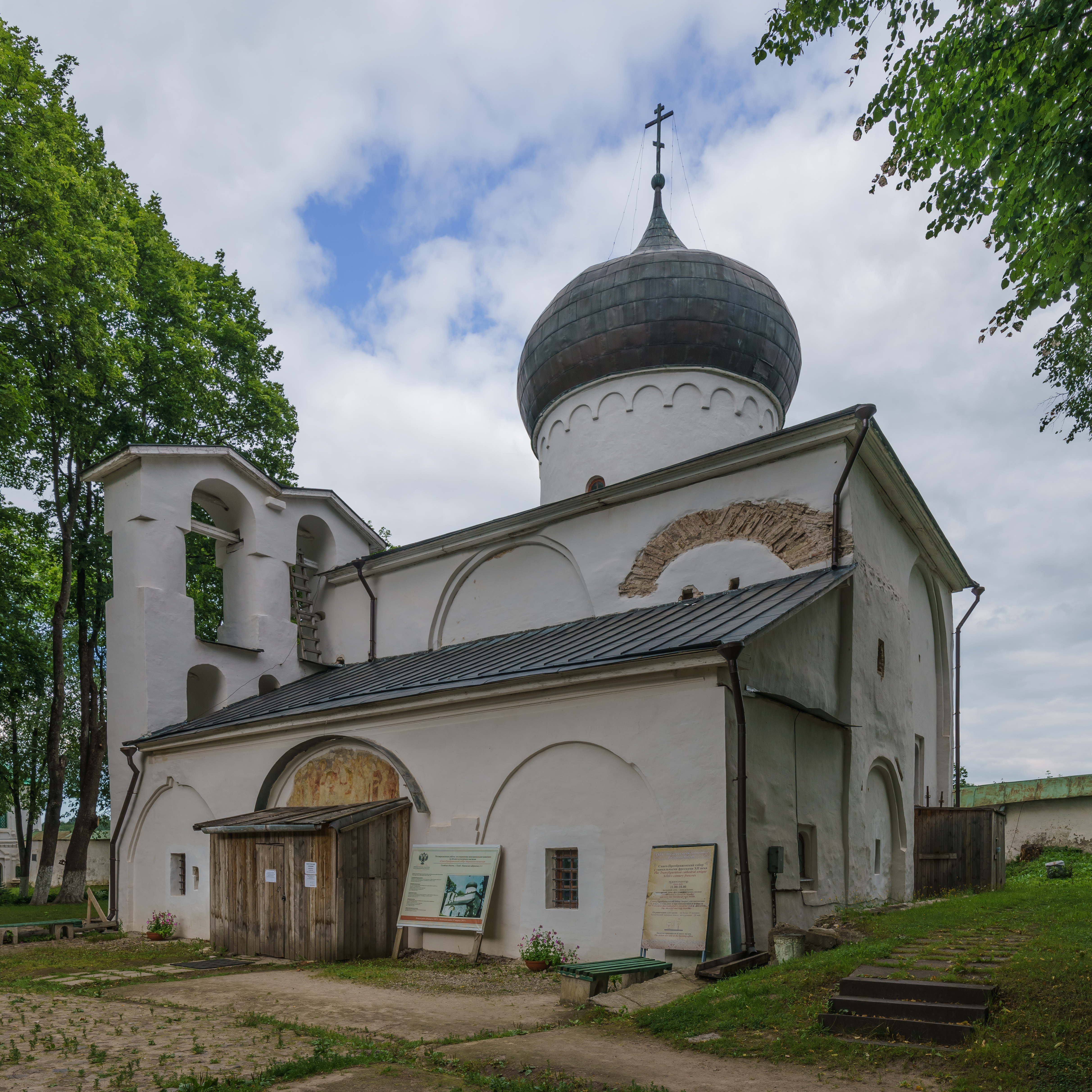
Transfiguratie-kathedraal
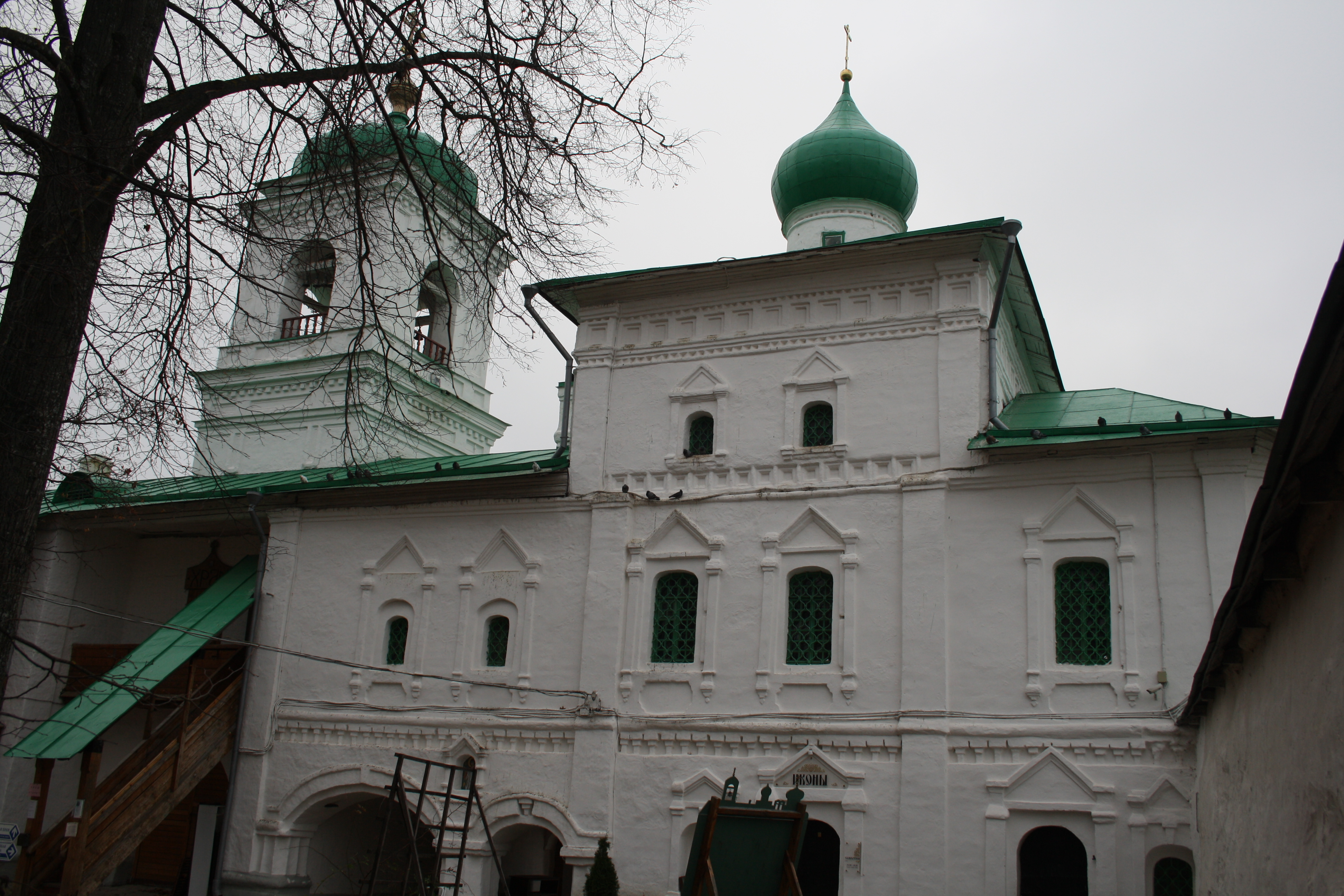
Stephanskerk
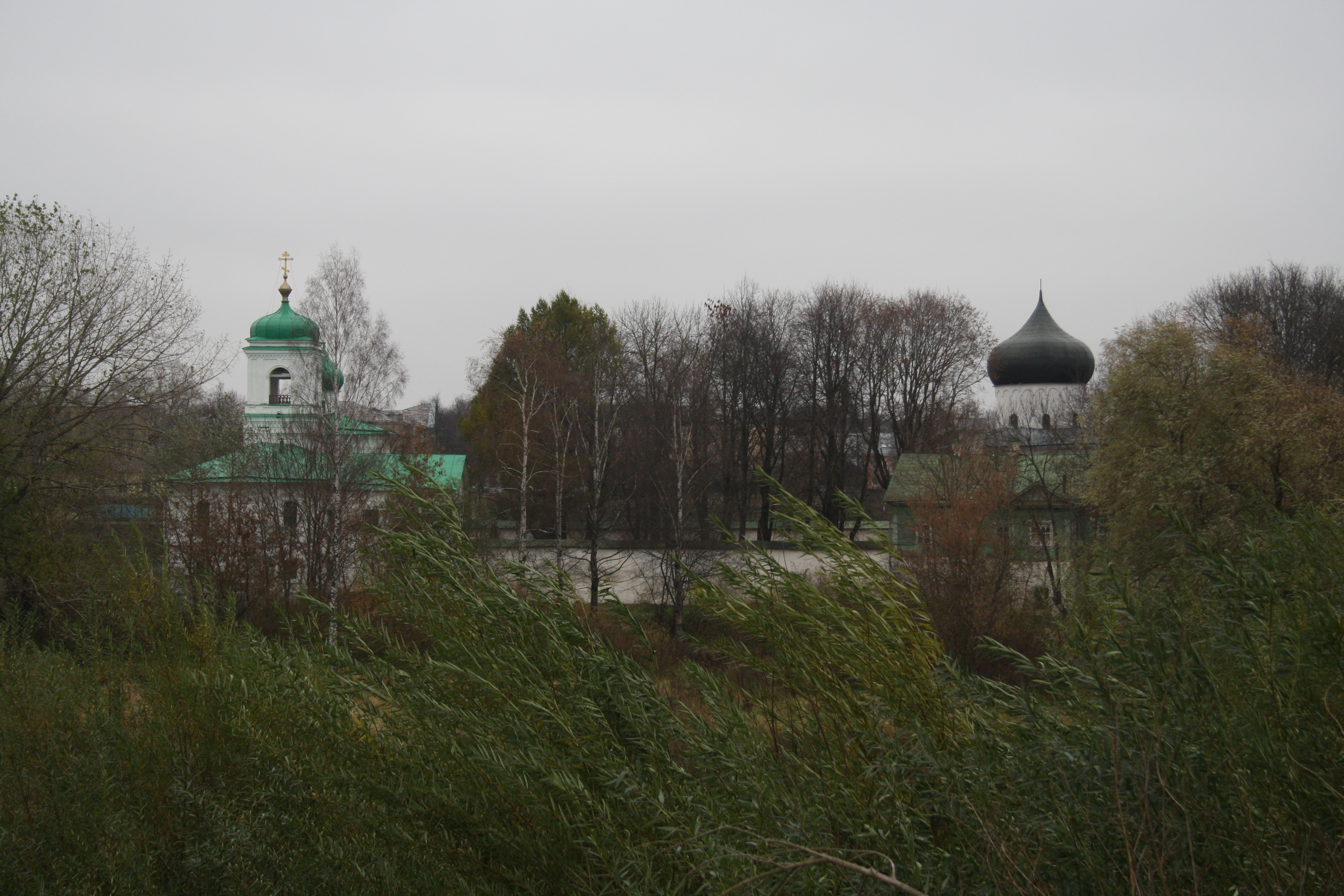
Zicht op Mirozjski van westzijde
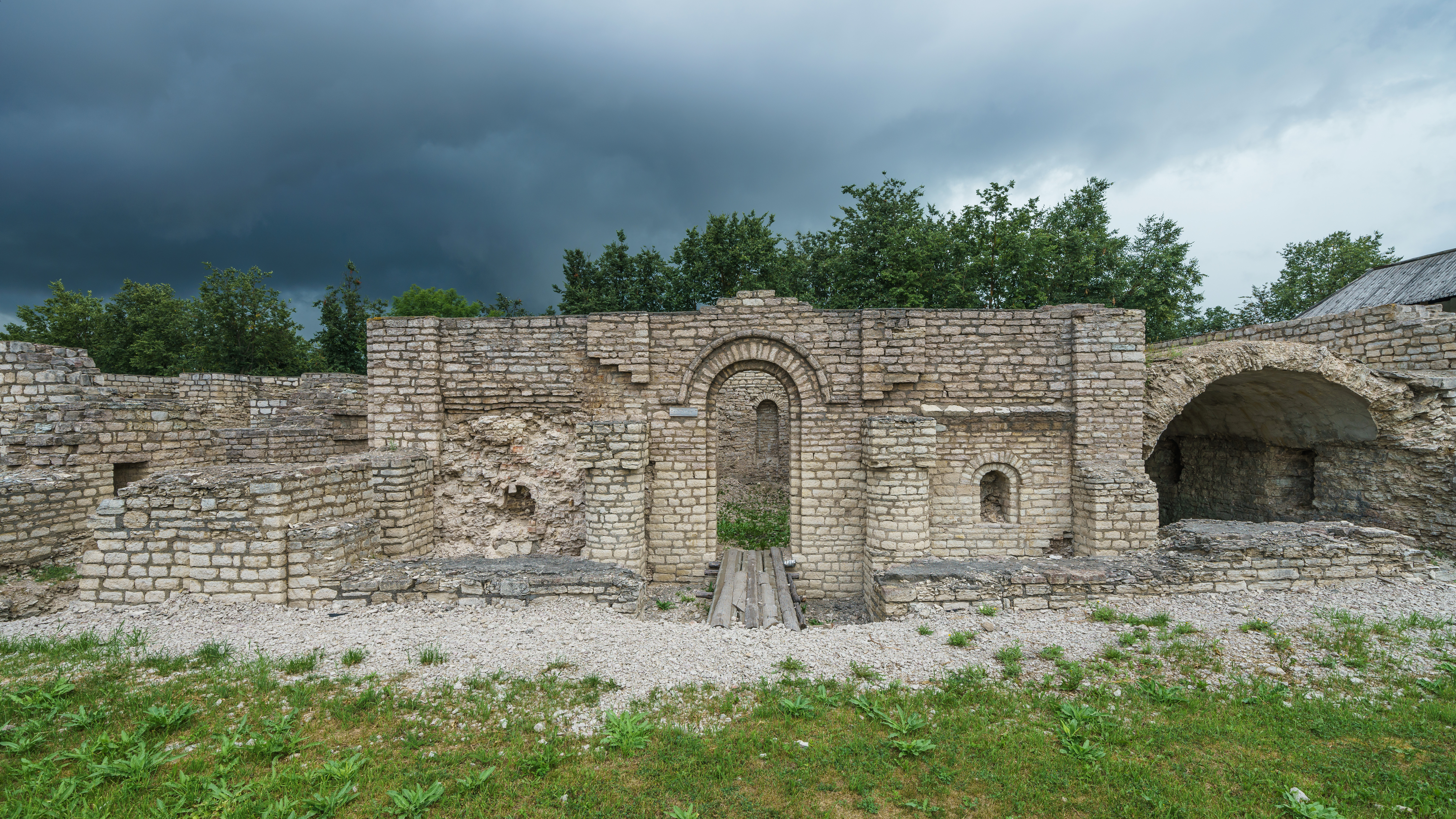
Restanten van middeleeuwse huizen in het Kremlin
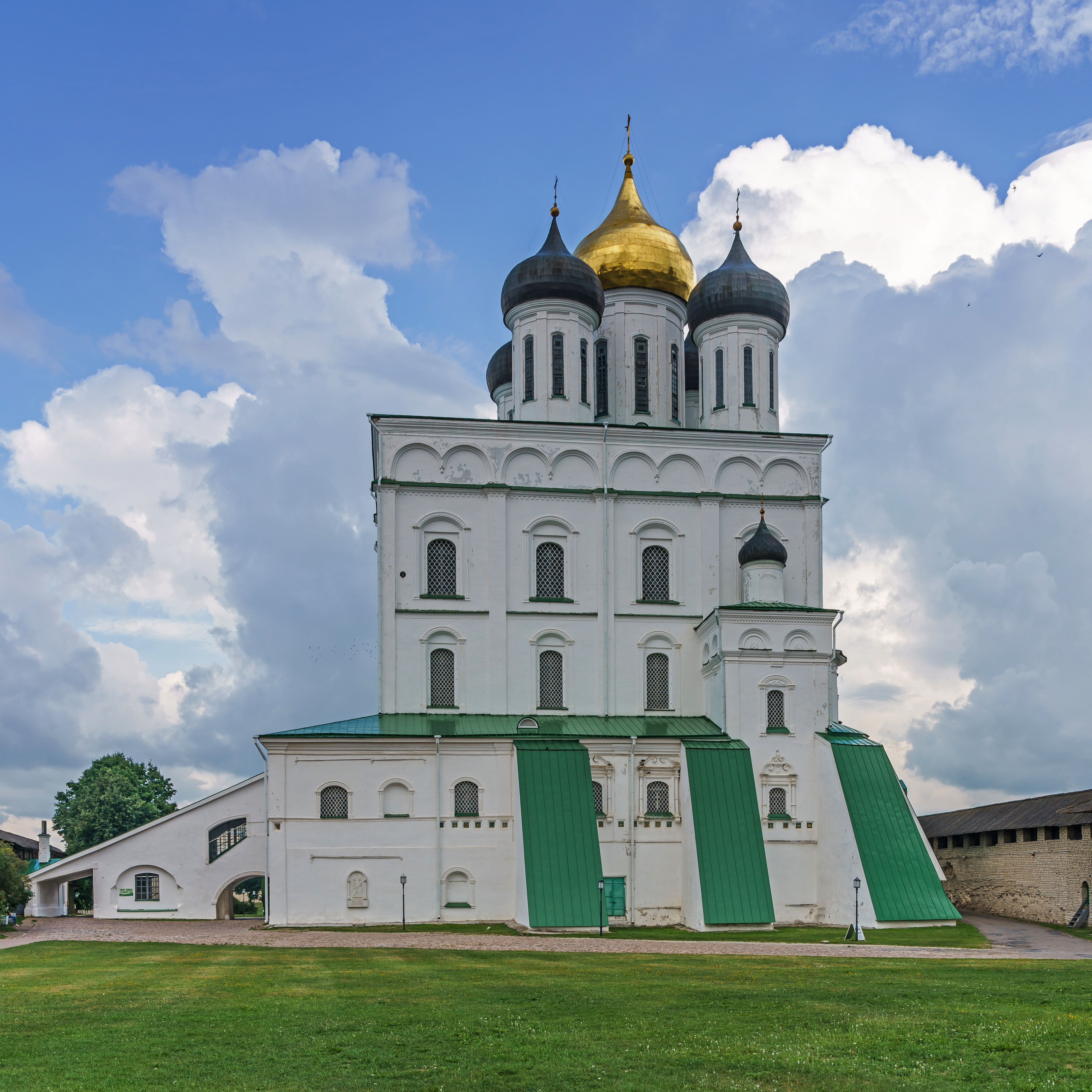
Drievuldigheids-kathedraal in het Kremlin
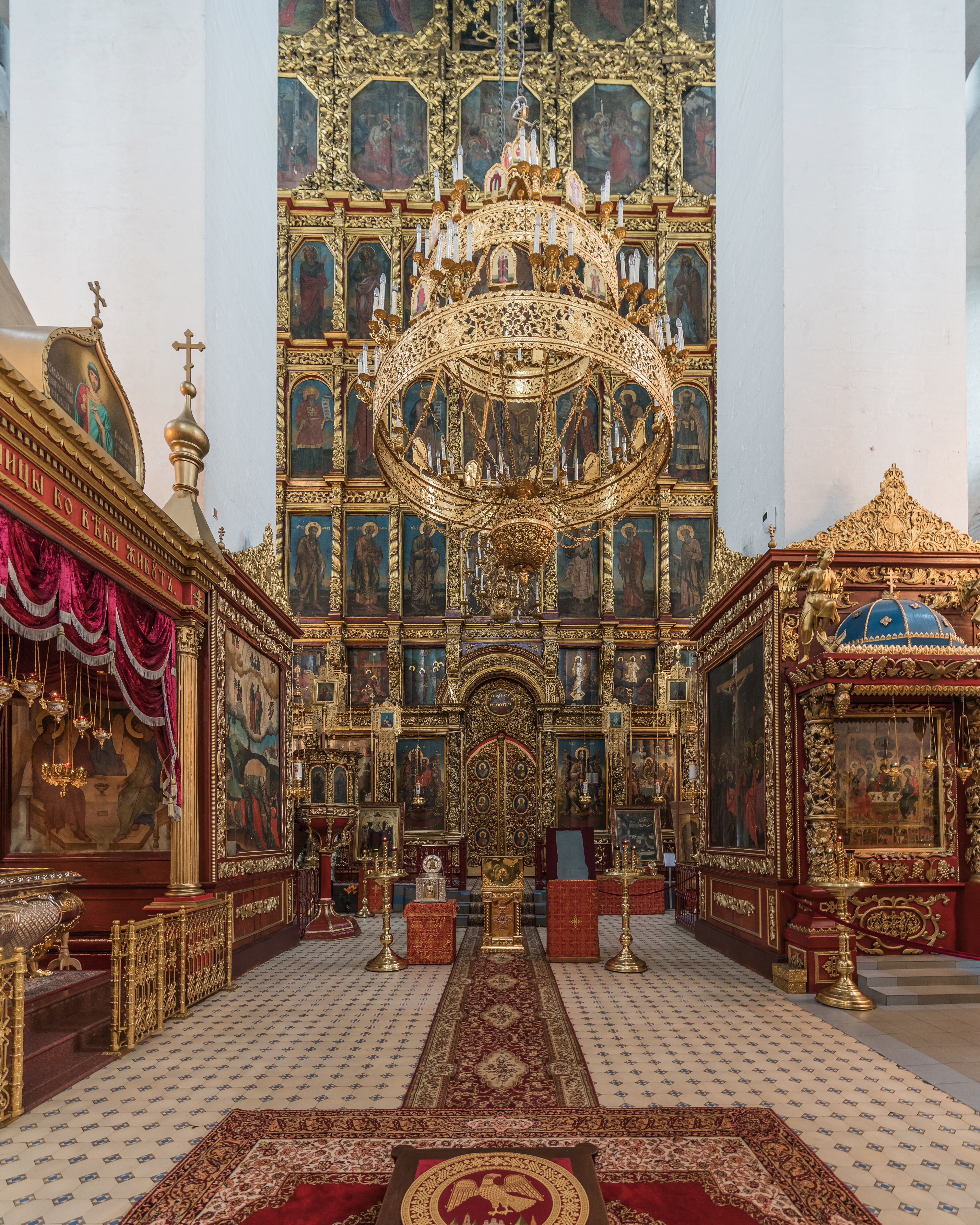
In de kathedraal
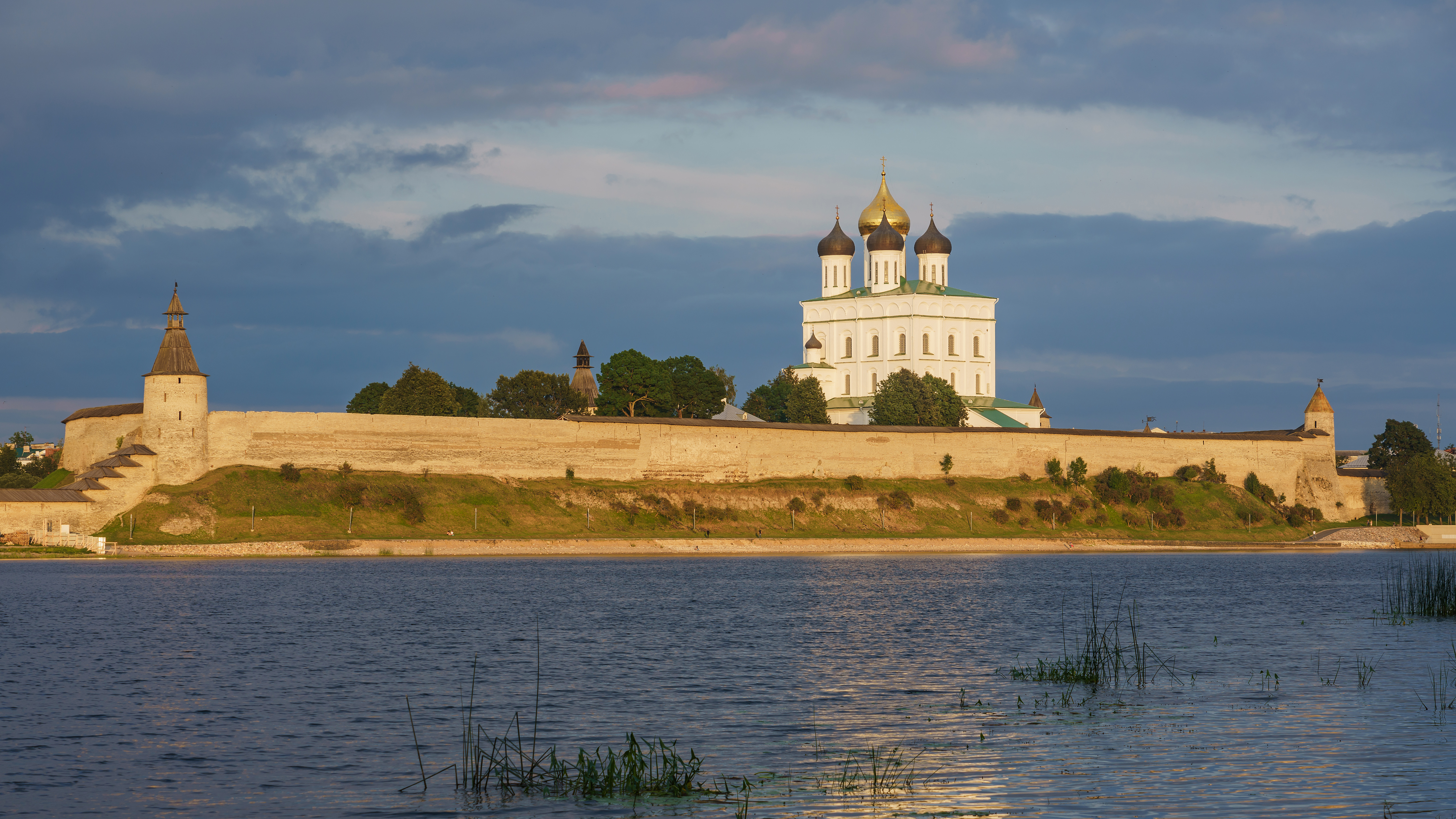
Drievuldigheids-kathedraal